# Grant Munro
Grant Munro   (Winnipeg, 25 d'abril de 1923 - Montreal, 9 de desembre de 2017), va ser un director de cinema canadenc. A més de ser un dels animadors més reconeguts del seu país, va destacar com a documentalista i actor. De l'Ontario College of Art va saltar directament a l'equip de Norman McLaren al National Film Board of Canada, on va començar a fer els seus primers curtmetratges d'animació amb retalls de paper. McLaren va ser qui va popularitzar la seva figura, utilitzant-lo com a actor en obres tan conegudes com Neighbours o Christmas Cracker. Les col·laboracions entre els dos van ser contínues, tant en tasques de guionatge com de realització.
En la seva carrera independent destaquen, a més de les primeres animacions, els seus curts en animació stop-motion (Toys, 1966) i els seus darrers documentals (Boo-Hoo, 1975), on l'humor àcid que caracteritza la seva obra és més palpable.